# 산청중학교
산청중학교(山淸中學校)는 대한민국 경상남도 산청군 산청읍 옥산리에 있는 공립 중학교이다. 산청중학교는 지역 중등 스포츠팀인 경남산청축구스포츠클럽U15와 연계하는 시스템을 가지고 있다. 남명학사(기숙사)가 있어서 축구부(경남산청축구스포츠클럽U15) 학생들과 외부 지역에서 오는 학생들에게 보금자리를 제공해 줄수가 있다

## 학교 연혁
- 1927년 10월 12일 : 산청공립농업보습학교 인가
- 1927년 11월 3일 : 개교
- 1951년 9월 1일 : 산청중학교 교명변경
- 2007년 2월 28일 : 산청여자중학교와 통합
- 2017년 2월 27일 : 경호중학교와 통합
- 2018년 2월 17일 : 제90회 졸업식 70명 졸업(졸업생 총수 10,306명)
- 2018년 2월 28일 : 생초중학교, 차황중학교와 통합
- 2018년 3월 1일 : 통합 산청중학교 개교(구 생초중학교)
- 2019년 2월 21일 : 제91회(통합1회) 졸업(졸업생 79명, 누계 10,385명)
- 2021년 2월 23일 : 산청중학교 신축 이전(준공)
- 2021년 9월 1일 : 제30대(통합3대) 노명옥 교장 취임
- 2023년 2월 10일 : 제95회(통합5회) 졸업(졸업생 101명, 누계 10,726명 졸업)
- 2023년 3월 2일 : 신입생 입학(121명)

## 참고 자료
- 산청중학교 - 한국교육학술정보원 학교알리미